# Великая женская ложа Франции
Великая женская ложа Франции (фр. Grande Loge féminine de France) — французская либеральная масонская великая ложа, членами которой могут быть только женщины.

## История

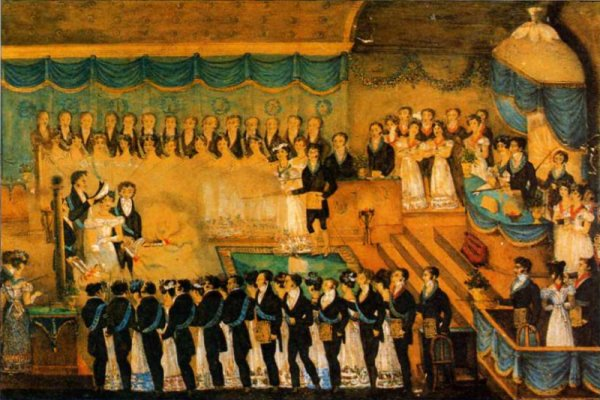
Адоптивная ложа

Масонство принято считать чисто мужским сообществом. Несмотря на запрет посвящения женщин, ясно указанный в основополагающих текстах 1723 года, некоторые женщины всё же были приняты в орден, но это рассматривалось как вынужденная мера, связанная с чрезвычайными обстоятельствами или досадными случайностями. Однако, уже в XVIII веке во Франции появились так называемые адоптивные ложи, которые создавались под сенью и покровительством обычных мужских лож, носили те же названия, что и их мужские «двойники», но принимали в свой состав женщин. Впрочем, долгое время члены таких лож не рассматривались как «полноправные» масоны.
Исторической вехой в этом отношении стал 1774 год, когда Великий восток Франции стал независимой федерацией масонских лож, в том числе и адоптивных лож, получивших в рамках конфедерации официальный статус и признание. Подобные ложи, по-прежнему имевшие те же названия, что и их мужские двойники, быстро распространились по всей стране. Они были очень разнообразны, а некоторые из них, особенно парижские, приобрели значительный авторитет и престиж. В частности, адаптивная ложа «Девять сестёр» была женской группой, активно поддерживающейся мужской ложей, в которой в 1778 году был посвящён Вольтер. Ещё одна ложа — «La Candeur» (Чистосердечие), созданная в 1775 году была настолько активна и знаменита, что вскоре затмила своего мужского «двойника» — мужскую ложу, которая её создала. Такая ситуация, правда, явилась причиной быстрого ограничения её самостоятельности. Деятельность подобных лож сильно различалась, но в основном тяготела к филантропическим задачам. Впрочем, различные события время от времени заставляли их членов все более и более интересоваться обществом и процессами, происходящими в нём.
После Великой Французской революции, в период Империи адоптивные ложи продолжали развиваться, но превратились скорее в инструмент власти, собирая преданную Бонапарту элиту вокруг нескольких известных фигур, таких как Жозефина де Богарне и Каролина Бонапарт. Членство в таких ложах (их было более тридцати, в основном в Париже) стало знаком престижа, большинство членов этих лож не интересовались теперь проблемами общества, а занимались поверхностными вопросами.
В конце XIX века вопрос о полноценном масонстве для женщин был поднят снова благодаря настойчивости Флоры Тристан, Луизы Мишель и Мари Дэрем.
Переломным моментом в истории масонства женщин можно считать 1882 год, когда Мари Дэрем получила официальное посвящение в мужской ложе, а 11 лет спустя, в 1893 году вместе с Жоржем Мартеном образовала новое смешанное масонское послушание в виде ордена Право человека (Le Droit humain).

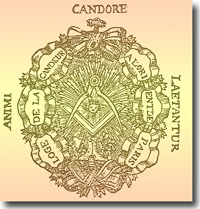
Символ адоптивных лож

В начале XX века адоптивные ложи были возрождены и 29 мая 1901 года ложа «Le Libre Examen» (Свобода совести), первая из созданных лож, провела дискуссию на тему «Место женщины в обществе». Первым великим мастером (титул дающийся досточтимому мастеру адоптивной ложи) стала М. Бертхольт. Она была преемницей Бланш Мюрат, которая перешла из мадридской ложи «Свободный восток» и была принята в «Свободу совести» вскоре после её создания. Эта ложа стала первой ложей «Великой женской ложи Франции» и Б. Мюрат стала номером один в её списках. Второй ложей стала ложа «Новый Иерусалим» — организованная в 1907 году. Несмотря на Первую мировую войну, женское масонство продолжало утверждаться. Ещё девять лож были созданы между июлем 1923 и декабрем 1936. Таким образом, к 1936 году их стало 11.
В 1935 году женским ложам принятия была предоставлена автономия, и в 1936 году, 8 женских лож собрались вместе, чтобы сформировать первый «масонский конвент» — эмбриональную форму будущей великой женской ложи.
Масонские ложи исчезли во время немецкой оккупации Франции. Несколько членов лож были депортированы, другие же работали в тайне и участвовали в деятельности Сопротивления.
В 1945 году первый послевоенный конвент вновь был сформирован под председательством Энн-Мэри Гентели. В 1946 году юрисдикция вновь была реконструирована. А в 1952 году, этот «Союз женщин-масонов Франции» официально стал называться «Великой женской ложей Франции» (ВЖЛФ). В 1959 году ВЖЛФ отказалась от «Адоптивного устава» в пользу ДПШУ, но некоторые из членов юрисдикции были против этого изменения. Когда ложа «Космос», присоединилась к ВЖЛФ, в 1977 году, то она возобновила работы по Адоптивному ритуалу. С тех пор она остаётся единственной ложей во Франции и в мире, которая продолжает работать по этому ритуалу.
С 1960-х годов, 21 ложа была создана во Франции и одна в Швейцарии, в Женеве, которая получила название «Лютеция» (фр."Lutèce"). В течение следующего десятилетия, 76 женских лож были созданы во Франции, Швейцарии и Бельгии, а также были приняты к использованию ряд других масонских уставов. Патент на право проведения работ по «Французскому уставу» был вручён ВЖЛФ «Великим востоком Франции» 10 марта 1973 года. Первой ложей, которая стала проводить ритуальные работы по «Французскому уставу» стала ложа «Единение» (фр. Unite), вслед за которой вскоре были сформированы и другие ложи проводившие свои работы по этому же уставу. В 1972 году ВЖЛФ создала свой Верховный совет Франции, для проведения работ по Древнему и принятому шотландскому уставу, с 4 по 33 градус.
В 1974 году, в Лионе, при помощи братьев из «Великой символической традиционной ложи Опера» (фр. GLTSO), создаётся первая ложа для работ женщин в Исправленном шотландском уставе. Однако, патент на право проведения работ по этому уставу будет официально выдан ВВФ в 1980 году.
«Великая женская ложа Франции» выдала патенты для создания швейцарских, бельгийских, португальских, венесуэльских, испанских лож, которые впоследствии объединились и создали свои национальные великие ложи. В соответствии с этим динамичным развитием, ложи открылись в провинциях и территориях за рубежом, в ряде стран Африки, в Канаде, Польше, Венгрии, Латвии.

### В России
Первые посвящённые в ВЖЛФ из России появились в 1991 году. Ими стали две жительницы Москвы, одной из которых была жена первого масона России, первого великого мастера ВЛР — Георгия Дергачёва, впоследствии отошедшая от масонства и перешедшая в стан критиков масонства в связи со своим вторым браком с конспирологом Ю. Ю. Воробьевским. Результатом этого альянса стала их совместная книга «Пятый ангел вострубил».
После шестнадцатилетнего перерыва, весной 2007 года, была создана инициативная группа Камея, участницы которой в мае 2008 года прошли посвящение в рижской ложе «Волшебная флейта», находившейся под юрисдикцией ВЖЛФ.
28 ноября 2017 года, в Санкт-Петербурге была инсталлирована ложа «Гамаюн» (№ 502 в реестре ВЖЛФ). Ложа работает в Москве и Санкт-Петербурге по Французскому восстановленному ритуалу и объединяет около 30 сестёр.

## Участие в объединении Французское масонство
В 2001 году во Франции было основано объединение масонских великих лож под названием «Французское масонство» (ФМ). В новое объединение кроме ВЖЛФ вошли ещё восемь французских послушаний.
В октябре 2002 года по инициативе тех же девяти послушаний был создан Институт масонства Франции (ИМФ).

## Сегодня
ВЖЛФ — первое женское масонское послушание в мире. В настоящее время она насчитывает около 14 000 сестёр, объединенных в 400 лож во Франции и за рубежом. Две ложи, «La Rose des vents» и «le Creuset bleu», несут ответственность за содействие распространению женского масонства по всему миру.